# Lophopus jheringi
Lophopus jheringi is een mosdiertjessoort uit de familie van de Lophopodidae. De wetenschappelijke naam van de soort is voor het eerst geldig gepubliceerd in 1893 door Meissner.